# Apiocera warneri
Apiocera warneri är en tvåvingeart som beskrevs av Mont A. Cazier 1985. Apiocera warneri ingår i släktet Apiocera och familjen Apioceridae.
Artens utbredningsområde är Kalifornien. Inga underarter finns listade i Catalogue of Life.